# ソフトウェア事前審査機構

ソフトウェア事前審査機構のロゴ

ソフトウェア事前審査機構（ソフトウェアじぜんしんさきこう、独: Unterhaltungssoftware Selbstkontrolle）は、ドイツ国内を対象とするコンピュータゲームの公的倫理審査機関。略称・USK。

## 概要
2002年に成立し、2003年に施行された「青少年保護法」を根拠法とする公的組織であり、映画やビデオ・DVDなどの映像ソフトを対象に倫理審査を行う『映画業界自主規制機構』（FSK・1949年設置）と同様、連邦青少年有害メディア審査会の監督下にある。
2002年4月26日にエアフルトのギムナジウムで発生したエアフルト事件の犯人が『カウンターストライク』（『ハーフライフ』の拡張版）に没頭していたとマスメディアでセンセーショナルに報じられ、この事件が契機となり、コンピュータゲームを特に対象とする倫理審査機関の設置を求める世論が高まったことを受け、2003年の青少年保護法施行に前後して発足した。
なお、EU圏内で発売されるゲームを対象とする審査機関には汎欧州ゲーム情報（PEGI）も存在するが、ドイツは法的な拘束力を持つUSKのレイティングを優先させているため、PEGIのレイティングを採用していない。そのため、EU圏内で発売されるソフトにはPEGIの数値による年齢表示とUSKの菱形をしたアイコンが同時に表記されているものが多い。
また、2006年11月20日にドイツ西部・エムスデッテンで2002年のエアフルト事件と同様に少年が学校内で銃を乱射し、自殺する事件が発生したことを受けて連邦議会では暴力的な内容を含むコンピュータゲームの譲渡のみならず、製造やプレイまで懲役1年の最高刑を課して一切禁止する法案が緊急上程のうえ可決され、州政府による批准も確実視されていることや、イタリアの週刊誌報道に端を発する「RULE of ROSE」（ソニー・コンピュータエンタテインメント）の暴力表現に対する非難の高まりから欧州委員会（EC）においてEU加盟国間における倫理審査基準及び未成年者に対するコンピュータゲームの提供規制を統一するための指令を制定する方針が2007年1月に決定したことなどUSKを取り巻く環境は近年、大きく変化している。特に、ECの統一指令は2007年上期の議長国であるドイツの主導で制定作業が進められている。
2010年代後半からは、それまで規制対象となることが多かった暴力・犯罪表現に加え、日本製のギャルゲー（CERO：D（17才以上対象）に相当）が性的な描写（半裸、パンチラ、その他過剰な露出など）を含んでいることを理由に、審査を拒否（発売禁止）する事例が相次いでおり、これまでに『クリミナルガールズ2』、『VALKYRIE DRIVE -BHIKKHUNI-』、『ぎゃる☆がん2』が発売禁止になっている。
審査拒否（発売禁止）となった場合、パッケージ版の流通はもとより、ダウンロード販売もPEGIの審査（概ね16または18）を受けてヨーロッパの他国で合法的に発売されていても、USKの審査が優先されるドイツは販売対象区域から除外され、購入できなくなる。

## レイティングの種類
以下、日本のコンピュータエンターテインメントレーティング機構（CERO）や米国のエンターテインメントソフトウェアレイティング委員会（ESRB）によるレイティングとの対応を中心に説明する。なお、USKによる年齢制限はCEROやESRB、PEGIと異なり、法的かつ絶対的な拘束力を持っており、対象年齢に達しない者にゲームを提供（販売・譲渡・貸与・映写）した違反者は青少年保護法により刑事罰が科される。そのため、全年齢対象以外のタイトルは全て「～歳以上対象」ではなく「～歳未満提供禁止」と明確に表示される。
また、前述のようにレイティング自体を付与しない「審査拒否」があり、この処分を受けたタイトルはドイツ国内での発売そのものが禁止される。
 Freigegeben ohne Altersbeschränkung gemäß § 14 JuSchG
白：全年齢対象。CERO：教育・データベースまたはCERO：A（全年齢対象）・ESRBの「eC」（Early Childhood）または「E」（Everyone）に相当。主に教育用ソフトや音楽ゲーム、スポーツゲーム（プロレスゲームなどの暴力表現を含むソフトは除く）などを想定しており、暴力や犯罪などの表現は皆無に等しい。
 Freigegeben ab 6 Jahren gemäß § 14 JuSchG
黄：6歳未満提供禁止。CERO：A（全年齢対象）またはCERO：B（12才以上対象）・ESRBの「E」（Everyone）または「E10+」（Everyone 10+）に相当するレベルだが、6歳未満にも禁止するなど、規制が非常に厳しくなっている。デフォルメされた軽度の暴力表現が含まれる場合がある。
 Freigegeben ab 12 Jahren gemäß § 14 JuSchG
緑：12歳未満提供禁止。CERO：B（12才以上対象）またはCERO：C（15才以上対象）・ESRBの「T」（Teen）に相当。歴史的（現代社会が舞台でない）、あるいは明らかにフィクションとわかる世界観（SF世界など）で、軽～中度の暴力表現が含まれる。
 Freigegeben ab 16 Jahren gemäß § 14 JuSchG
青：16歳未満提供禁止。CERO：C（15才以上対象）またはCERO：D（17才以上対象）・ESRBの「T」（Teen）または「M」（Mature 17+）に相当。銃器による狙撃など直接的な暴力表現、あるいは暗喩的な性表現が含まれる。
 Keine Jugendfreigabe gemäß § 14 JuSchG
赤：18歳未満提供禁止。CERO：D（17才以上対象）またはCERO：Z（18才以上のみ対象）・ESRBの「M」（Mature 17+）または「AO」（Adults Only 18+）に相当。身体の欠損など故意に残虐性を強調する形での暴力表現、露骨な性表現、犯罪行為を肯定的に扱う反社会的表現が含まれる。また、『Wolfenstein』のようにナチスのシンボルマークであるハーケンクロイツが使用されているために、このカテゴリに分類されたケースも存在する。

## 表現規制
ドイツ版ゲームにはオリジナルの過激な表現が修正・カットされることが多い。以下は一部の事例。
- Bioshock
  - 出血量の減少
  - 人体欠損描写のカット
  - 一部のムービーシーンの修正
- Call of Cthulhu: Dark Corners of the Earth
  - 出血・血痕描写のカット
- Call of Duty: Roads to Victory
  - 一部の遺体の削除
  - 鍼十字マークの修正
  - 一部の予告編の削除
  - 一部のテキストの修正
- Carmageddon
  - タイヤ痕の色を赤から黒に
  - 歩行者を人間からロボットに変更
  - メニューの手袋から血が滴る演出をカット
  - 出血や肉片描写が火花が飛び散る描写に修正
- Carmageddon: TDR 2000
  - 血の色が赤から緑に
  - 歩行者を人間からゾンビに変更
- Carmageddon II: Carpocalypse Now
  - 血の色が赤から黄色に
  - 歩行者を人間からエイリアンに変更
- Chasm: The Rift
  - 血の色が赤から緑に
  - 一部のムービーシーンの修正・変更
  - その他文字・マークなど赤で書かれているもの全てを緑色に修正
- Chaser
  - 出血表現のカット
  - ラグドール物理演算のカット
  - 遺体が数秒で消える
  - 一部のムービーシーンの修正
  - 壁に付着している血糊のカット
- Chrome
  - 出血表現のカット
  - ラグドール物理演算のカット
- Chrome Specforce
  - 出血表現のカット
  - ラグドール物理演算のカット
- Code of Honor 2: Conspiracy Island
  - 出血表現のカット
  - オプションからゴア表現のオンオフの切り替えが出来ない
- Code of Honor 3: Desperate Measures
  - 出血・人体欠損描写のカット
  - オプションからゴア表現のオンオフの切り替えが出来ない
- Codename: Panzers - Phase One
  - 国旗の変更
  - 一部のテキストの修正
- Cold Winter
  - 出血・人体欠損描写のカット
  - 科学者に攻撃が出来なくなっている
  - 一部のムービーシーンのカット
- Combat Zone: Special Forces
  - 出血表現のカット
  - オプションから出血描写のオンオフの切り替えが出来ない
- Command & Conquer 64
  - 一部のテキストの修正
  - 圧死して死亡する兵士のテクスチャを変更
- Command & Conquer 3: Tiberium Wars
  - 自爆ユニットが爆弾を置いて逃走するユニットに変更
- Commandos: Hinter feindlichen Linien
  - 出血表現のカット
  - 鍼十字マークの修正
  - 死亡した兵士のテクスチャ張り替え
  - 一部のムービーシーンのカット
- Delta Force
  - 出血表現のカット
- Delta Force: Black Hawk Down
  - 出血表現のカット
- Delta Force: Land Warrior
  - 悲鳴のカット
  - 出血・血痕描写のカット
  - オプションから出血表現のオンオフの切り替えが出来なくなっている
- Delta Force: Task Force Dagger
  - 出血・血痕描写のカット
  - オプションから出血表現のオンオフの切り替えが出来なくなっている
- Delta Force 2
  - 出血表現のカット
- F.E.A.R.
  - 出血表現のカット
  - エネルギー兵器での骨格が剥き出しになる表現のカット
  - オプションからゴア表現のオンオフの切り替えが出来なくなっている
- F.E.A.R.2
  - ラグドール物理演算のカット
  - 出血・人体欠損描写のカット
  - 敵兵士の背中のタンクを攻撃すると敵は黒焦げになるが、ドイツ版では白煙が昇って敵が消滅するだけになっている
  - 強力な武器で攻撃すると大量の出血と肉片が飛び散るが、ドイツ版では黒煙が昇って敵が消滅するだけになっている
- FlatOut
  - 一部のテキストの修正
  - 飛ばされるのが人間からマネキンに
- FlatOut: Ultimate Carnage
  - 一部のテキストの修正
  - イントロムービーのカット
  - 飛ばされるのが人間からマネキンに
- FlatOut 2
  - 一部のテキストの修正
  - 飛ばされるのが人間からマネキンに
- Quake 4
  - 一部の遺体を削除
  - 出血・肉片・内臓描写のカット
  - 一部のムービーシーンのカット・修正
- Team Fortress 2
  - 出血表現のカット
  - 出血や肉片描写が火花が飛び散る描写に修正
- Unreal Tournament 3
  - 出血・肉片描写のカット
  - オプションからゴア表現のオンオフの切り替えが出来ない
- カウンターストライク
  - 出血表現のカット
- グランド・セフト・オート2
  - 血の色が赤から緑に
- グランド・セフト・オートIII
  - 追い討ち攻撃のカット
  - 殺戮ミッションのカット
  - 出血・人体欠損描写のカット
  - 市民を倒すと札束を落とすが、ドイツ版では出現しない
  - 狙撃銃などで市民の手か足を攻撃すると欠損するが、ドイツ版では足を引きずって歩くなどの表現にとどまっている
- グランド・セフト・オート・バイスシティ
  - 追い討ち攻撃のカット
  - 殺戮ミッションのカット
  - 出血・人体欠損描写のカット
  - 一部のメインミッションの削除
  - 市民を倒すと札束を落とすが、ドイツ版では出現しない
- グランド・セフト・オート・サンアンドレアス
  - 人体欠損描写のカット
  - 追い討ち攻撃のカット
  - ホットコーヒーMODに関する要素の削除
  - 市民を倒すと札束を落とすが、ドイツ版では出現しない
- グランド・セフト・オート・バイスシティ・ストーリーズ
  - ラグドール物理演算のカット
  - 追い討ち攻撃のカット
  - 一部のテキストの変更
  - 出血・人体欠損描写のカット
  - 一部のムービーシーンの修正
  - 市民を倒すと札束を落とすが、ドイツ版では出現しない
- グランド・セフト・オート・リバティーシティ・ストーリーズ
  - 人体欠損描写のカット
  - 追い討ち攻撃のカット
  - 殺戮ミッションのカット
  - 市民を倒すと札束を落とすが、ドイツ版では出現しない
- コール オブ デューティ
  - 鍼十字マークの修正
  - 一部のムービーシーンの差し替え
- コール オブ デューティー ファイネストアワー
  - 鍼十字マークの修正
  - 一部のテキストの修正
  - 一部のポスターの差し替え
  - 一部のムービーシーンの差し替え
- コール オブ デューティ2
  - 鍼十字マークの修正
  - 一部のテキストの修正
  - 一部のムービーシーンの差し替え
- コール オブ デューティ2 ビッグ レッド ワン
  - 鍼十字マークの修正
  - 一部の予告編の削除
  - 一部のテキストの修正
  - 一部のムービーシーンの差し替え
- コール オブ デューティ3
  - 鍼十字マークの修正
- コール オブ デューティ4 モダン・ウォーフェア
  - 一部のテキストの修正
  - 出血・血痕描写のカット
  - アーケードモードの削除
- コール オブ デューティ モダン・ウォーフェア2
  - ロシア人を殺害してしまうとゲームオーバーになる
- コール オブ デューティ ワールド・アット・ウォー
  - 鍼十字マークの修正
  - 一部のテキストの修正
  - ナチ・ゾンビモードの削除
  - 出血・人体欠損描写の修正・カット
  - 一部のムービーシーンの修正・差し替え
- コール オブ デューティ ブラックオプス
  - 鍼十字マークの修正
  - 出血・発火・欠損描写のカット
  - 一部のムービーシーンのカット
- コール・オブ・ファレス
  - 出血・人体欠損描写のカット
- デッドライジング
  - ヌード画像の修正
- ハーフライフ
  - 出血表現のカット
  - 一部の遺体の削除
  - 遺体が数秒で消える
  - 兵士をロボットに修正
  - バーナクルに食べられた兵士は吐き出されると肉片となって出てくるが、ドイツ版ではネジが出てくる
- ハーフライフ2
  - 一部の遺体の削除
  - 出血の色が赤から灰色に（一部例外あり）
  - バーナクルに食べられた兵士は吐き出されると肋骨のみの状態になって出てくるが、ドイツ版では頭蓋骨のみの状態となって出てくる